# 四国カルスト県立自然公園
四国カルスト県立自然公園（しこくかるすとけんりつしぜんこうえん）は愛媛県指定の自然公園および高知県指定の自然公園。

## 愛媛県の区域
愛媛県指定は、久万高原町、内子町、西予市の1市2町を含む地域で、1964年（昭和39年）3月21日に指定された。面積は5,360ha。
四国カルスト一帯に、大川嶺、小田深山渓谷、古岩屋を含む地域に設定されている。高知県指定の四国カルスト県立自然公園と県境を挟んで接する。
この公園の自然公園としての価値は、大野ヶ原から天狗高原までのなだらかなカルスト地形、小田深山の渓谷美、ツツジの群生する大川嶺、90あまりの礫岩岩峰が乱立する古岩屋・岩屋寺地域の奇観である。愛媛県西予市野村町惣川には羅漢穴と呼ばれる全長388mの四国最大級の鍾乳洞があり観光化されてはいないが惣川公民館で鍵を借りて中を見学することが出来る。

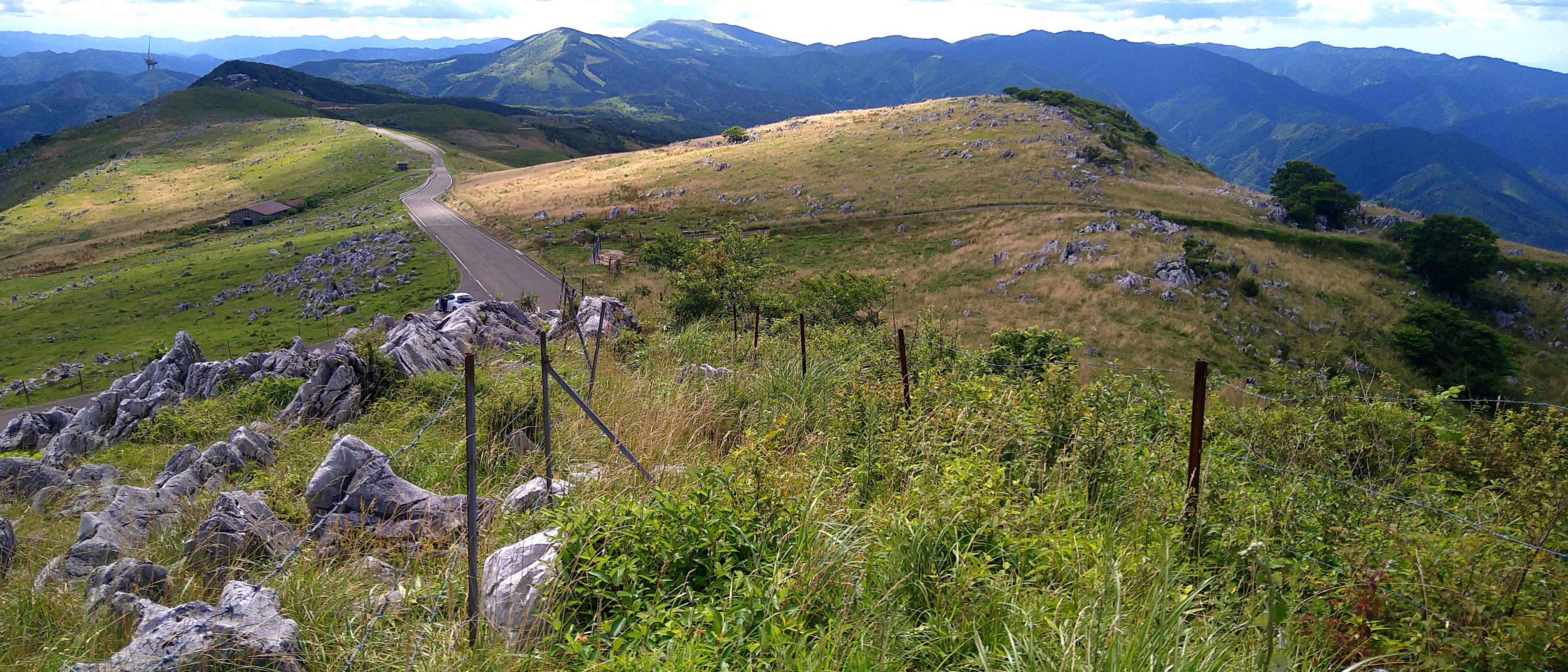
四国カルスト
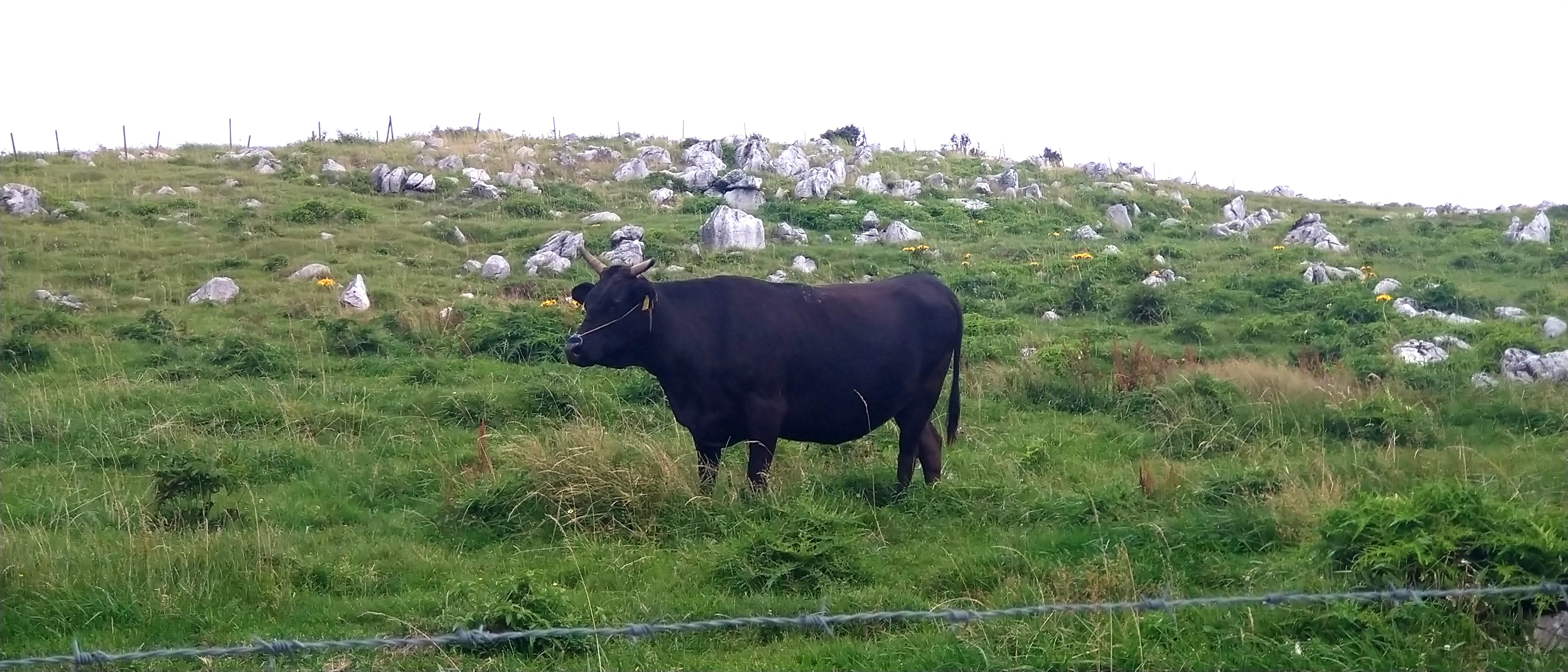
四国カルスト
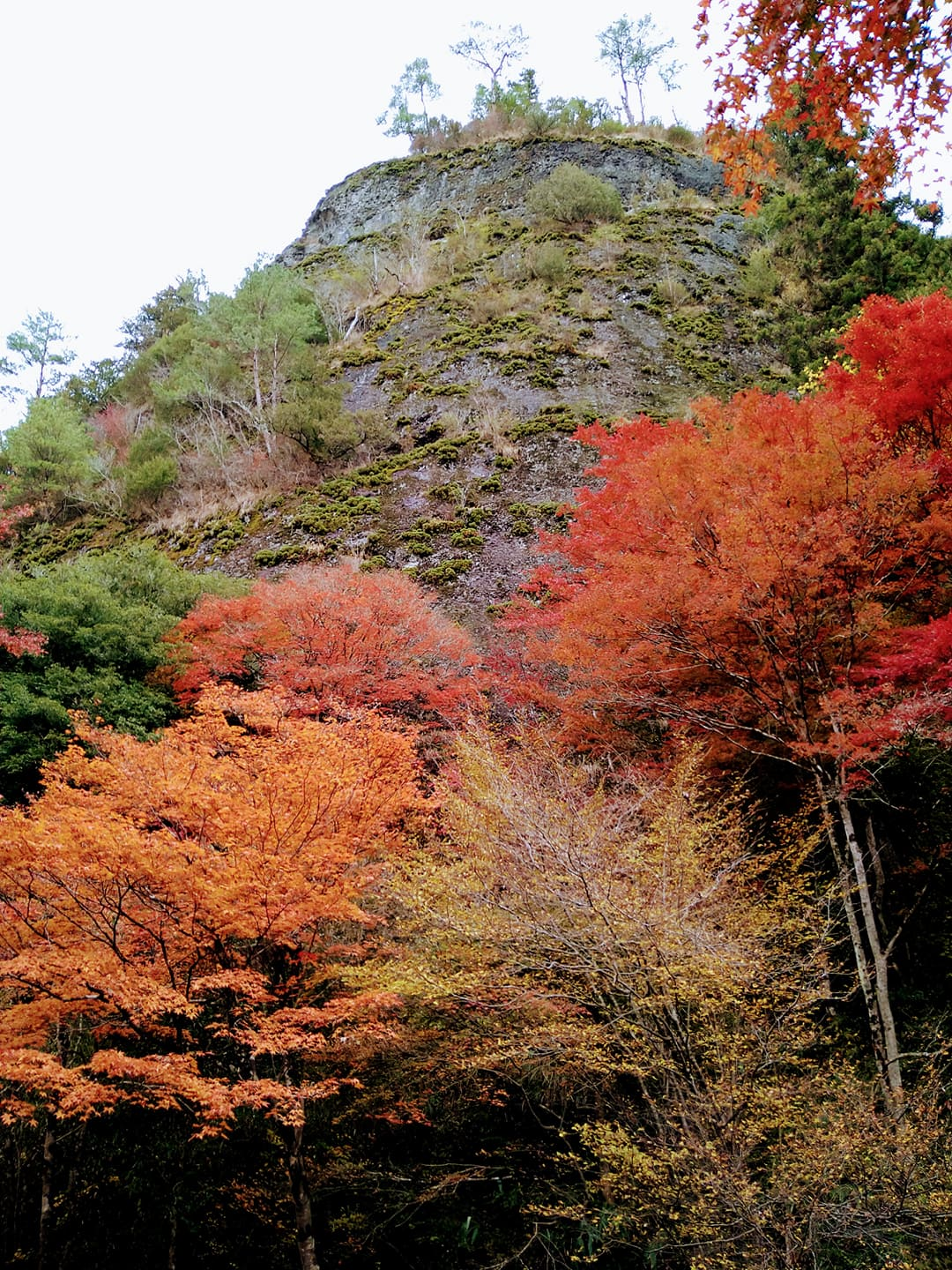
古岩屋
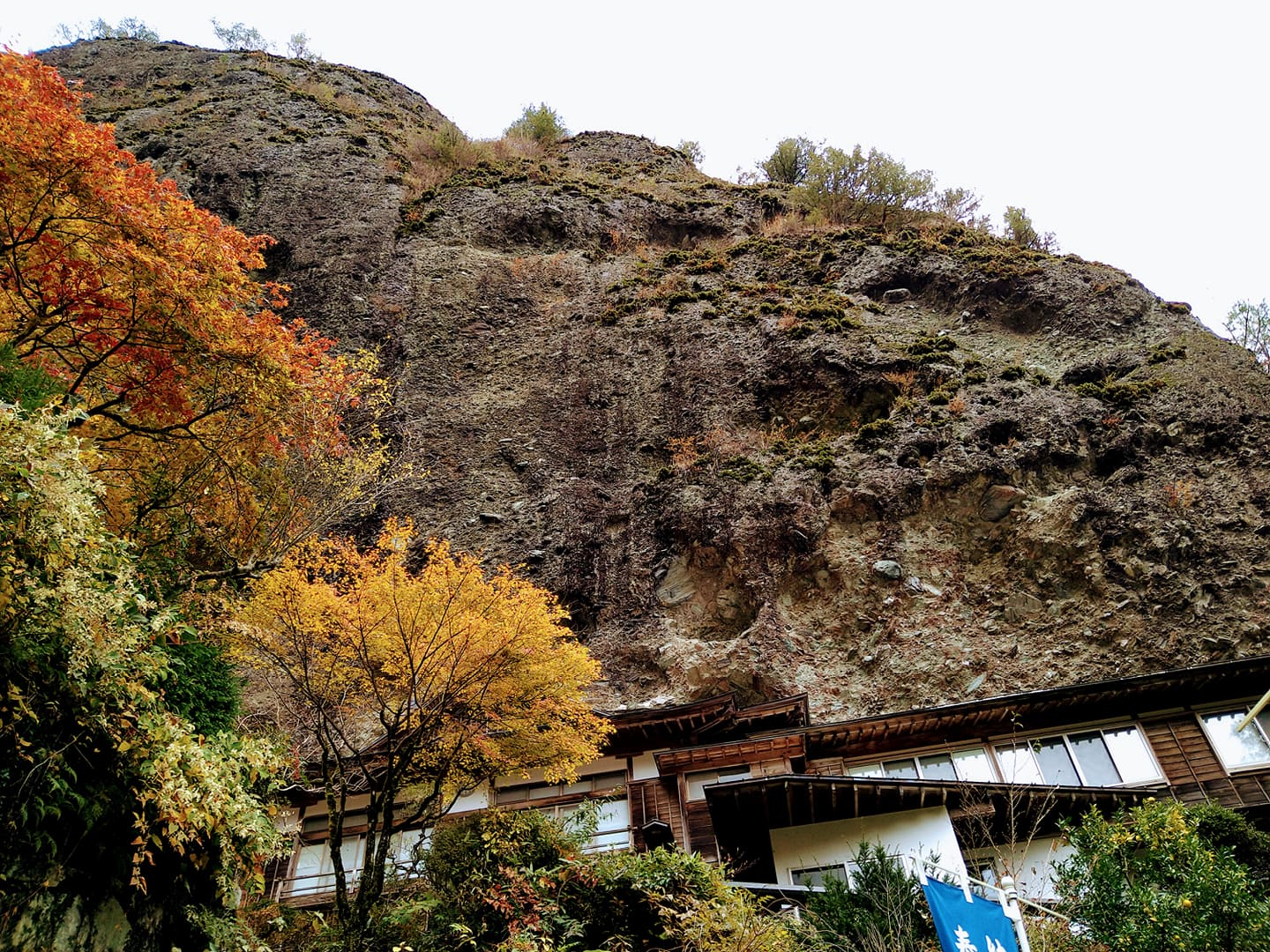
岩屋寺

## 高知県の区域
仁淀川町と津野町、梼原町にまたがり、天狗高原や地芳峠を中心とした区域。1961年（昭和36年）県立自然公園に指定。白い石灰石（カレーン）とすり鉢状の窪み（ドリーネ）が点在し、ススキやササの草原になっている。天狗高原及び地芳地区の一部は、ふるさと自然公園国民休養地としても自然とのふれあいの場を提供している。 
渓谷美に優れた津野町の船戸渓谷や仁淀川町の別枝渓谷、そして四万十川の源流といわれる不入山等の山岳もある。 
天狗高原の利用拠点として、「星ふるヴィレッジTENGU」と「カルストテラス」があり、自然探索やキャンプまた満天の星空観察ができる。 
天狗高原休憩所から仁淀川町別枝にかけての四国のみち（天狗高原へのみち）では、ヒメシャラ林の並木を抜け、海抜１１００ｍの位置に生じた巨大な亀裂の大引割・小引割へ続く自然豊かな歩道を散策することができる。

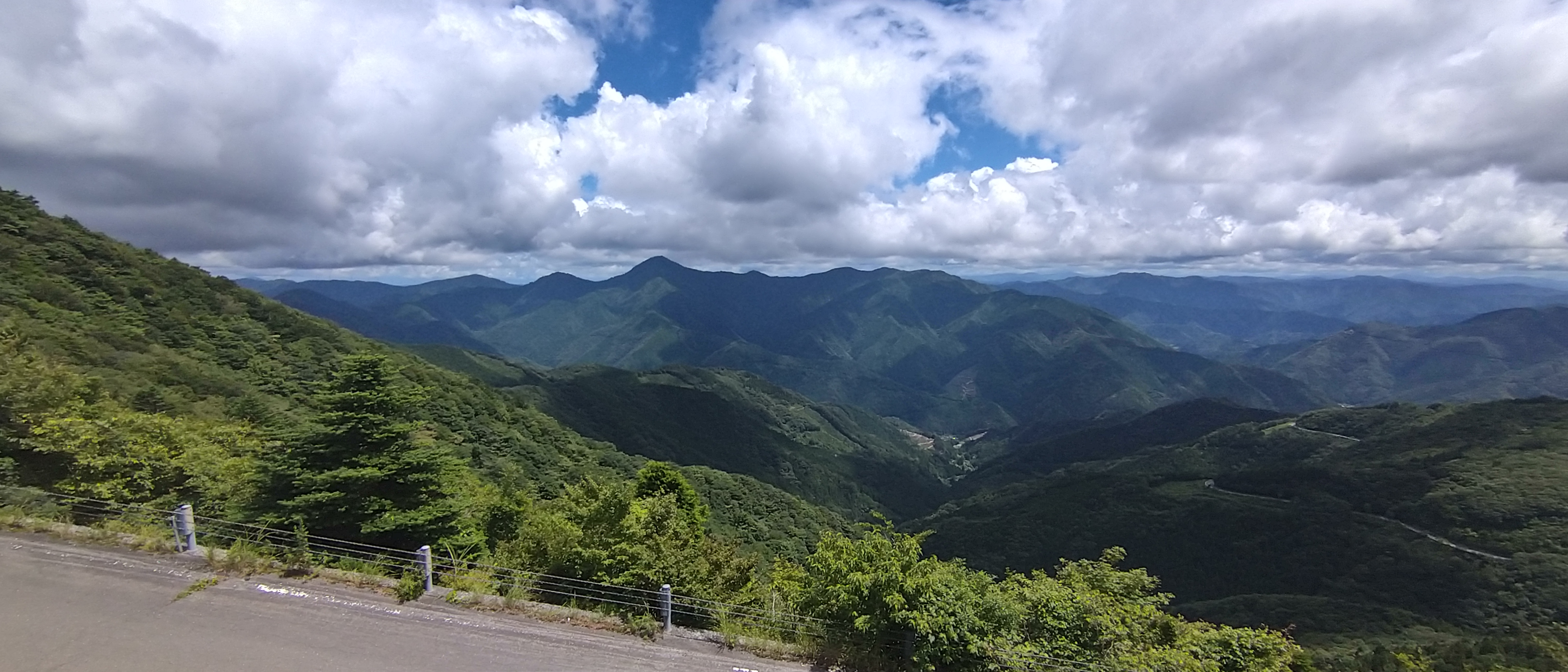
四万十川源流の不入山
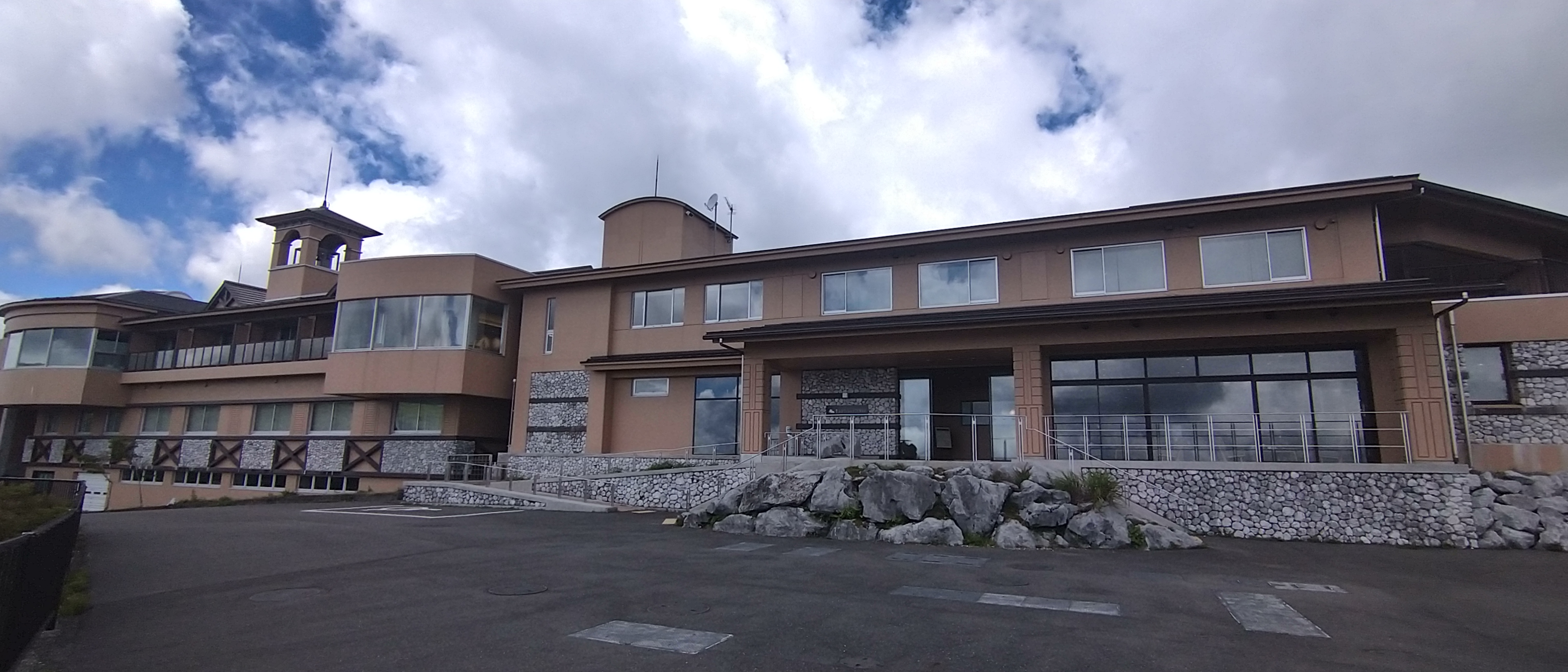
星ふるヴィレッジTENGU
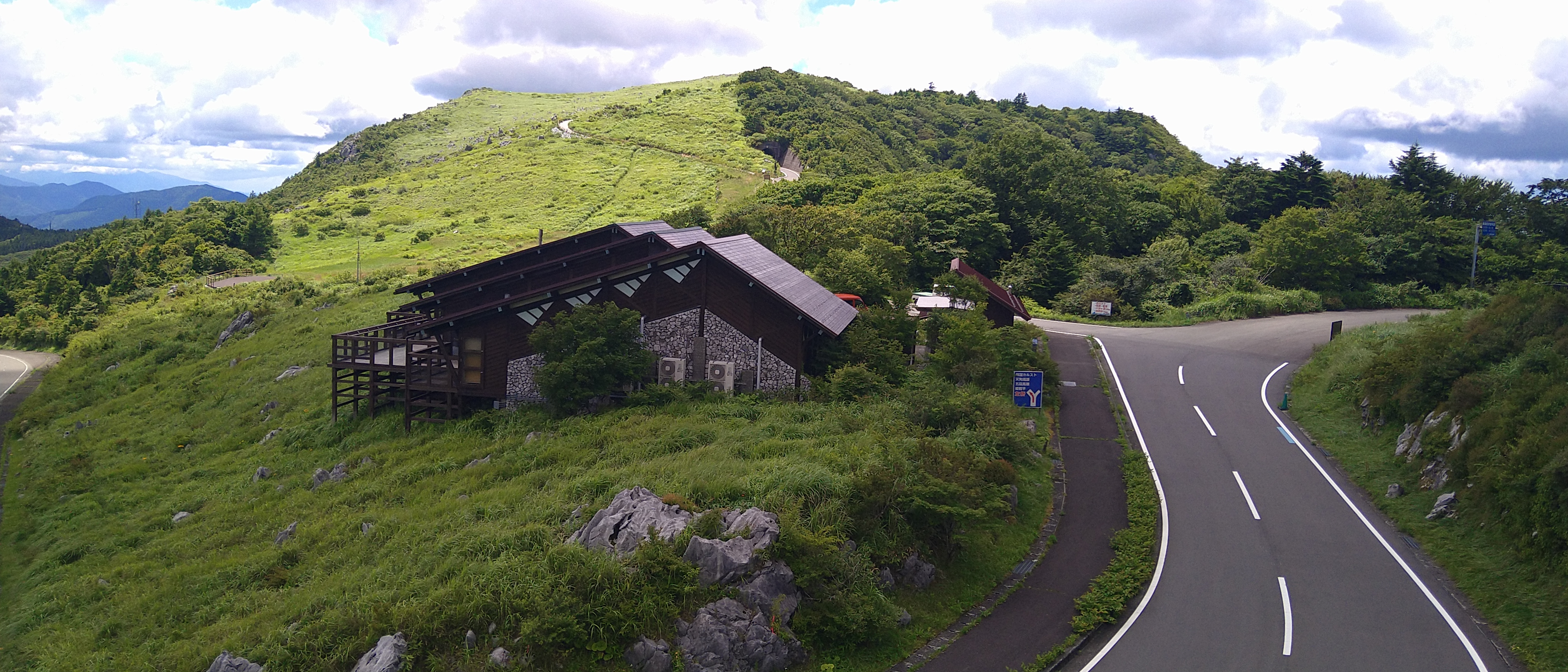
カルストテラス